# Wisłoujście (1977)
Prom Wisłoujście – niewielki prom pasażersko-samochodowy w Gdańsku, zbudowany w 1977 roku, łączący do 31 maja 2016 Nowy Port i Wisłoujście.

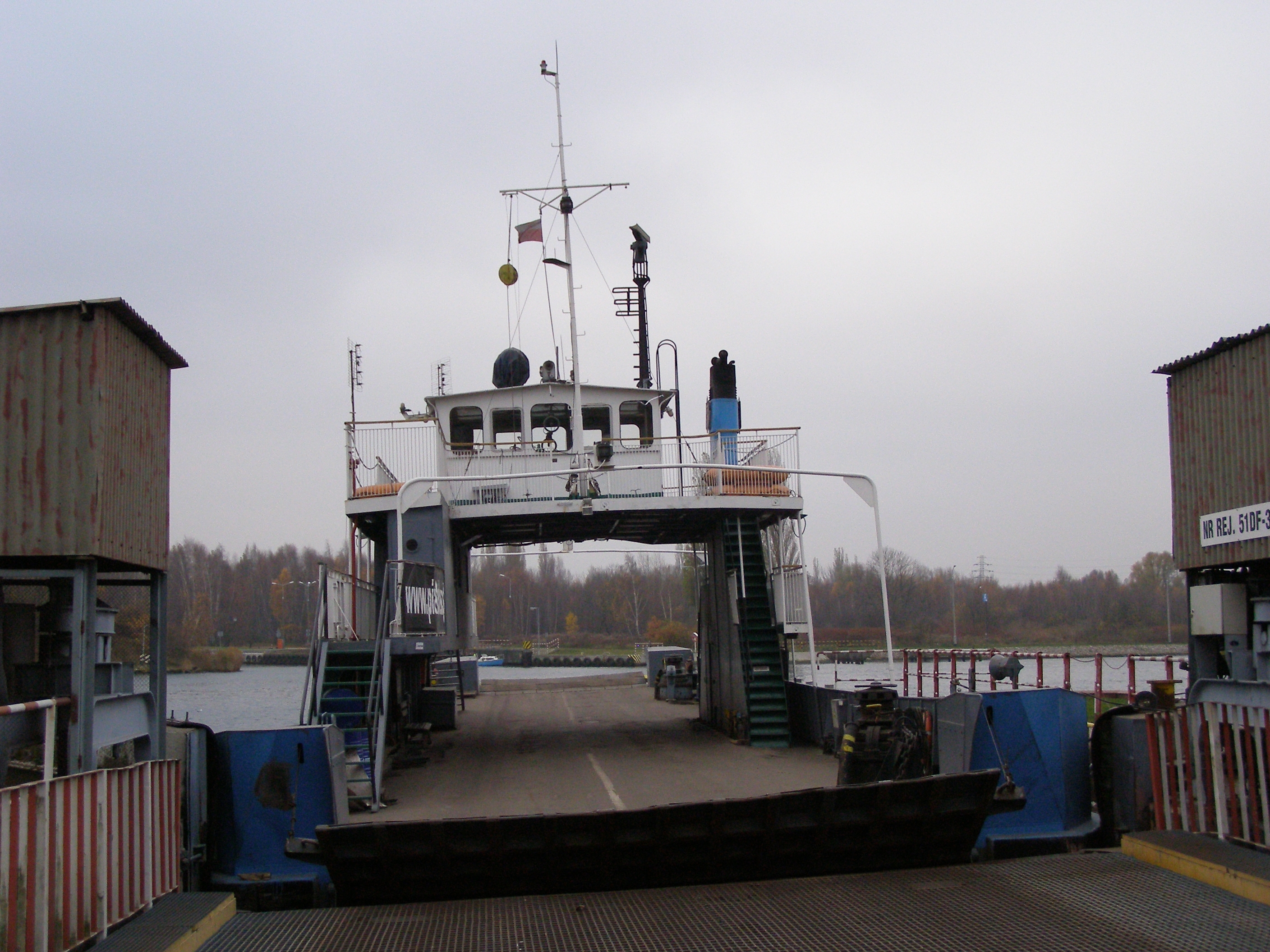
Prom zacumowany w Nowym Porcie

Prom zapewniał przeprawę przez Martwą Wisłę dla pieszych, rowerzystów, samochodów osobowych i ciężarowych oraz autobusów. Przeprawa działa w porze dziennej w dni robocze, w sezonie również w dni wolne od pracy. Prom przewoził dziennie nawet 2 tysiące pasażerów, stanowiąc dogodne połączenie północnych dzielnic Gdańska z Wisłoujściem, Westerplatte, Portem Północnym oraz innymi zakładami.
Zbudowany Tunel pod Martwą Wisłą, łączący bezpośrednio Trasę Słowackiego z Trasą Sucharskiego ma swój wschodni wlot na terenie Wisłoujścia, wskutek czego  przeprawa promowa została zlikwidowana. Z uwagi na brak możliwości ruchu pieszego i rowerowego w tunelu, rozwiązanie takie jest utrudnieniem komunikacji osób niezmotoryzowanych.
Po wycofaniu z eksploatacji armator skierował jednostkę do stoczni złomowej.

## Konstrukcja
Prom Wisłoujście był zbudowany symetrycznie – zarówno na rufie, jak i na dziobie był wyposażony w śruby napędowe oraz stery, w związku z czym mógł poruszać się w obydwu kierunkach z tą samą prędkością.

## Dane techniczne[5]
- długość 39,46 m,
- szerokość 8,3 m,
- wysokość boczna 3,1 m,
- zanurzenie 2,17 m,
- nośność 106 t,
- dopuszczalna liczba pasażerów 60 osób,
- napęd: dwa silniki wysokoprężne ZM PZL Wola, 30H12 moc 2 x 228 KM.